# Les Don Juan de la Côte d'Azur
Pour plus de détails, voir Fiche technique et Distribution.
Les Don Juan de la Côte d'Azur (I Don Giovanni della Costa Azzurra) est une comédie italienne réalisée par Vittorio Sala et sortie en 1962.

## Synopsis
Dans le cadre du jumelage d'une ville italienne avec une ville de la Côte d'Azur, quelques responsables italiens viennent s'encanailler sur la Riviera. L'occasion pour l'artiste trans Coccinelle de faire ses débuts de comédienne dans son propre rôle ainsi que la participation de quelques célèbres acteurs français de l'époque pour la couleur locale.

## Fiche technique
- Titre français : Les Don Juan de la Côte d'Azur
- Titre alternatif : Paradis des femmes, paradis des hommes
- Titre d'origine : I Don Giovanni della Costa Azzurra
- Réalisation : Vittorio Sala, assisté de Jean-Daniel Simon
- Scénario : Adriano Baracco, Ennio De Concini, Fabio Rinaudo, Vittorio Sala d’après une histoire de Fabio Rinaudo et Vittorio Sala
- Décors : Giorgina Baldoni, Ugo Pericoli et Georges Petitot
- Costumes : Giorgina Baldoni, Ugo Pericoli et Georges Petitot
- Musique : Roberto Nicolosi
- Direction de la photographie : Fausto Zuccoli
- Son : Fiorenzo Magli
- Montage : Renato Cinquini
- Producteur : Enzo Merolle
- Directeurs de production : Armando Grottini, Alex Maineri
- Société de production : Glomer Film (Italie)
- Société de distribution : Indipendenti Regionali
- Pays d'origine :  Italie
- Langue de tournage : italien
- Format : couleur par Technicolor — 2.35:1 Technirama — son monophonique — 35 mm
- Genre : Comédie dramatique
- Durée : 98 minutes
- Dates de sortie : 
  - Italie : 22 décembre 1962
  - France : 12 février 1964

## Distribution
- Curd Jürgens : Monsieur Edmond
- Annette Stroyberg : Gloria
- Martine Carol : Nadine Leblanc
- Gabriele Ferzetti : l’avocat Leblanc
- Daniela Rocca : Assuntina Greco alias « Geneviève »
- Paolo Ferrari : Michel
- Eleonora Rossi Drago : Jasmine
- Riccardo Garrone : le protecteur d’Assuntina
- Ingrid Schoeller : Denise
- Alberto Farnese : le commandeur Milanais
- Agnès Spaak : Nicole
- Tiberio Murgia : Melchior
- Coccinelle : elle-même
- Francesco Mulè : Baldassarre Giaconia
- Capucine
- Raffaella Carrà : Femme de chambre du motel
- Mylène Demongeot
- Jean-Paul Belmondo
- Carlo Giustini

Images d'archives
- Ingrid Bergman
- Danielle Darrieux
- Anatole Litvak
- Jean Marais
- Yves Montand
- Anthony Perkins